# Cattleya xanthina
Cattleya xanthina är en orkidéart som först beskrevs av John Lindley, och fick sitt nu gällande namn av Van den Berg. Cattleya xanthina ingår i släktet Cattleya och familjen orkidéer. Inga underarter finns listade i Catalogue of Life.

## Bildgalleri

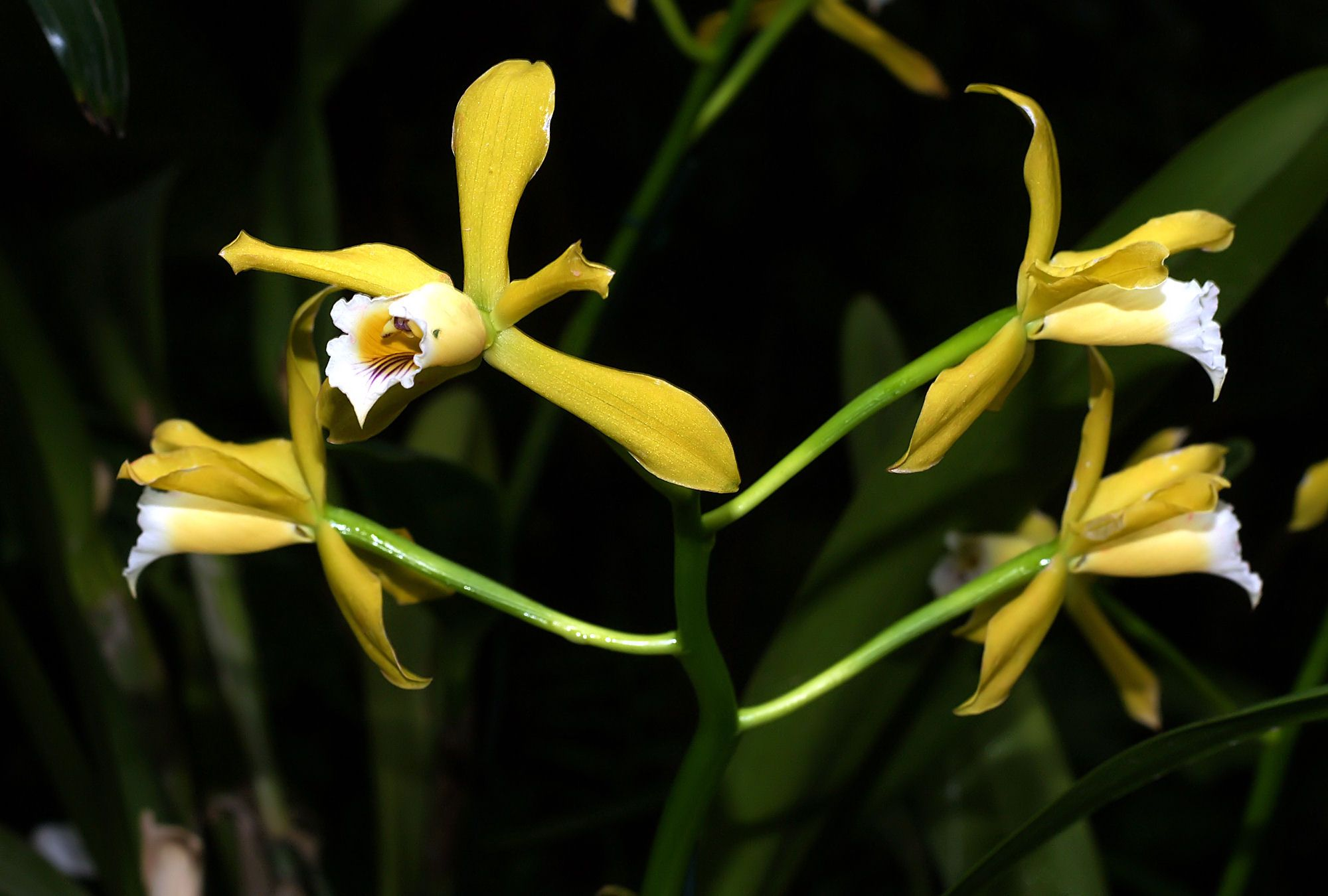
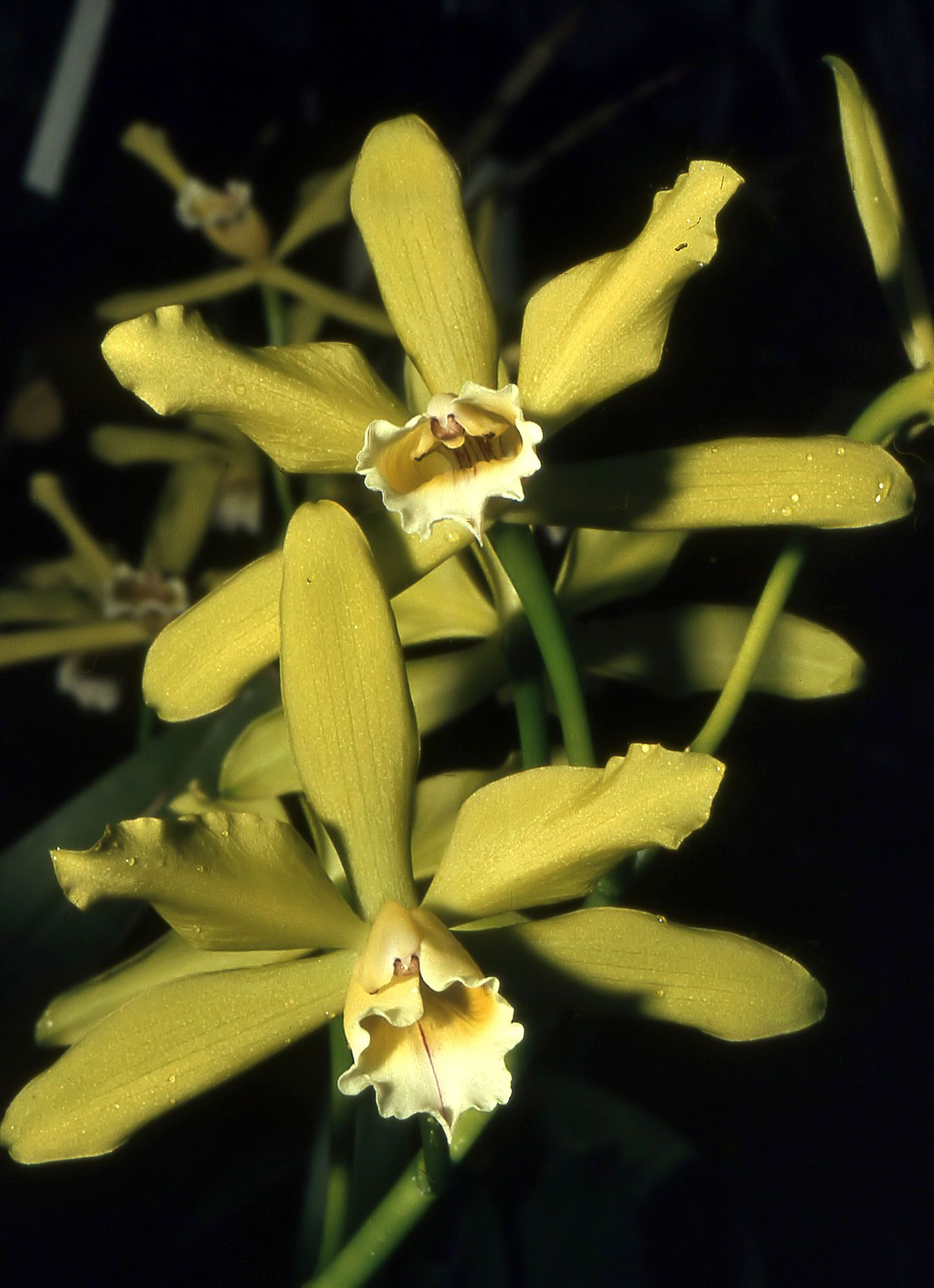
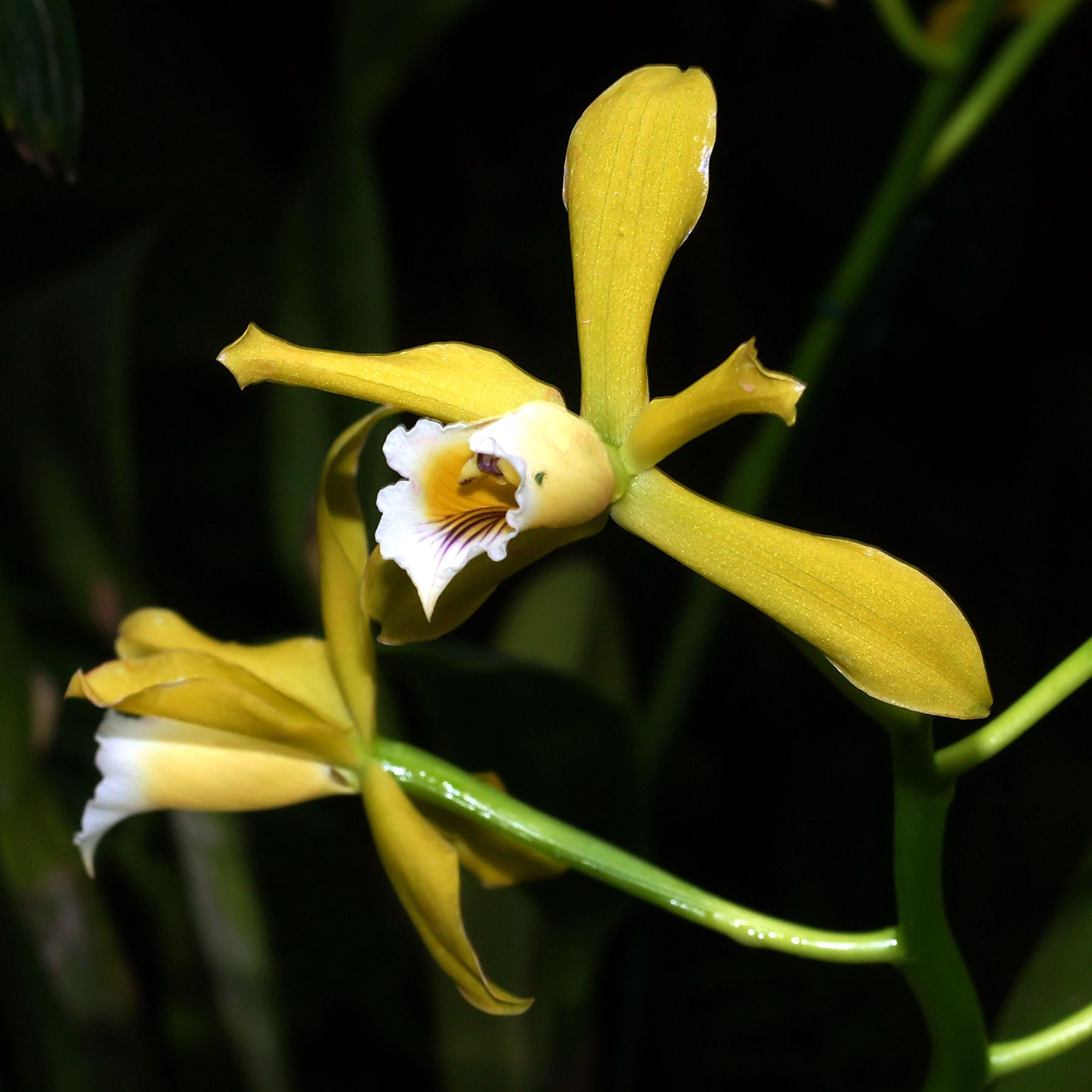
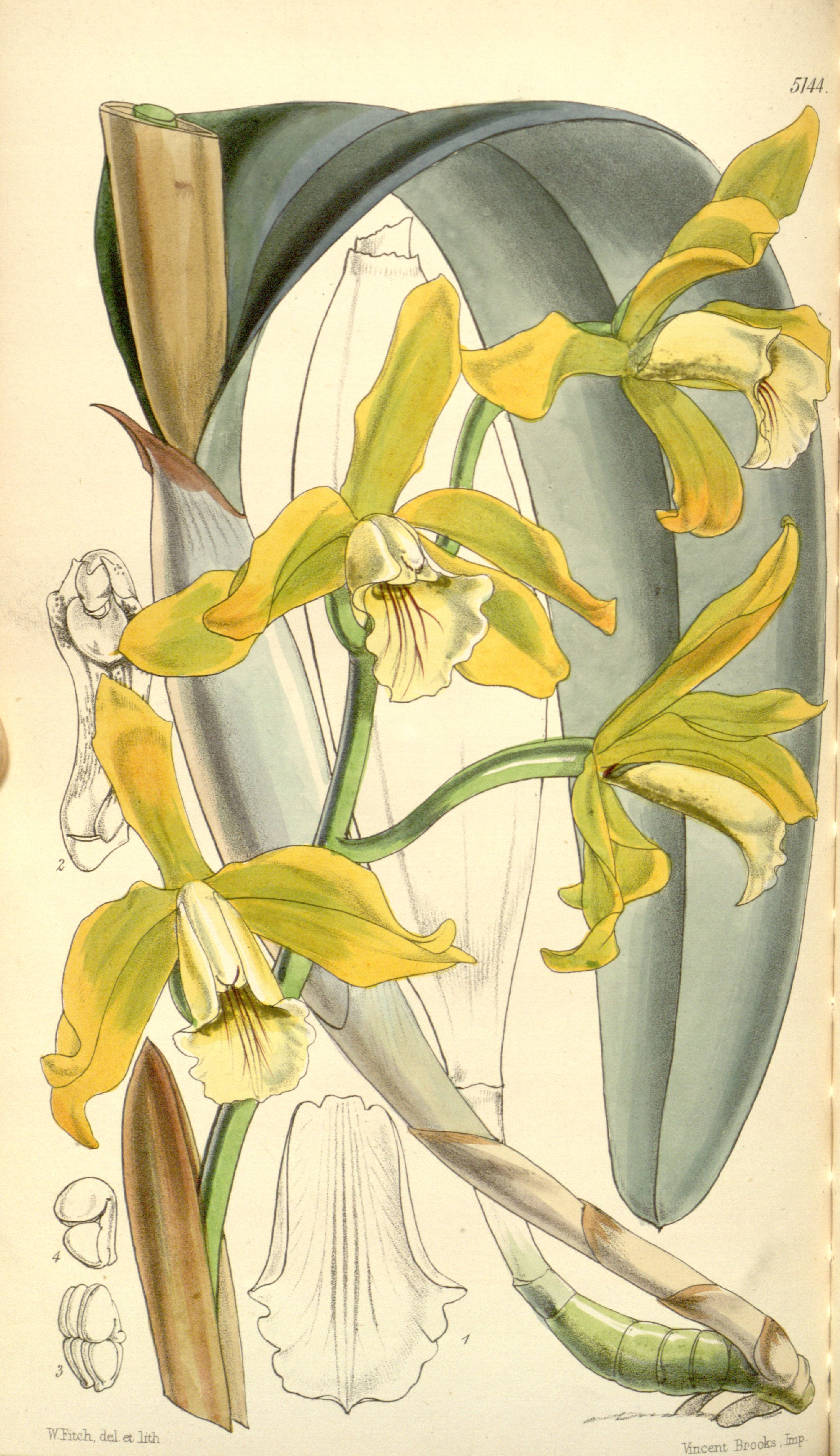